# Малюков, Анатолий Иванович
Анатолий Иванович Малюков (19 сентября 1938, с. Репино, Меленковский район, Владимирская область, РСФСР, СССР — 5 февраля 2018, Москва, Россия) — советский и российский военачальник, военный лётчик. Начальник Главного штаба — первый заместитель Главнокомандующего Военно-воздушными силами (1990—1999), генерал-полковник авиации (1991), заслуженный военный лётчик Российской Федерации, военный лётчик-снайпер.

## Биография
Анатолий Иванович Малюков родился 19 сентября 1938 года в селе Репино Меленковского района Владимирской области. Детство прошло в Муроме. Занимался в школе ДОСААФ и во Владимирском аэроклубе.
На воинской службе с 1956 года. В 1957 году окончил 93-е военно-морское авиационное училище лётчиков. В 1959 году окончил Ейское военное авиационное училище лётчиков. По окончании училища проходил службу в военно-морской авиации.
С 1965 по 1967 год — лётчик-исследователь 4-го Центра боевой подготовки и переучивания лётного состава.
В 1971 году окончил Военно-воздушную академию им. Ю.А. Гагарина. По окончании академии продолжил службу на должности командира авиаполка в Липецком авиацентре, затем — командира дивизии 16-й воздушной армии в ГСВГ. 5 мая 1980 года присвоено воинское звание генерал-майор авиации.
С 1980 по 1982 год — заместитель командующего ВВС ГСВГ по боевой подготовке. С 1982 по 1984 год проходил обучение в Военной академии Генерального штаба. С июля по декабрь 1984 года — заместитель командующего ВВС Белорусского военного округа. С 1984 по 1988 год — командующий ВВС Белорусского военного округа. 30 апреля 1988 года присвоено воинское звание генерал-лейтенант авиации. Был депутатом Верховного Совета БССР. С 1988 по 1990 год — командующий ВВС Дальневосточного военного округа.
С 1990 по 1999 год — Начальник Главного штаба — первый заместитель Главнокомандующего Военно-воздушными силами. 29 апреля 1991 года присвоено воинское звание генерал-полковник авиации.
С 2000 года работал в компании «Сухой» в должности советника генерального директора.
Награжден ордёном Красной Звезды, орденом «За службу Родине в Вооруженных Силах СССР» 2-й и 3-й ст., медалями СССР и РФ. Заслуженный военный лётчик Российской Федерации, военный лётчик-снайпер.
Скончался 5 февраля 2018 года. Похоронен на Федеральном военном мемориальном кладбище.
В 2019 году в школе №12 Мурома открыт музей, посвященный генерал-полковнику авиации Анатолию Ивановичу Малюкову.